# Manca Ogorevc
Manca Ogorevc, slovenska dramska igralka, * 31. julij 1973, Jesenice. 

## Življenjepis
V rojstnih Jesenicah je obiskovala tudi osnovno šolo in gimnazijo. Leta 1992 se je vpisala na sociologijo - analitsko-teoretsko smet na Fakulteti za družbene vede Univerze v Ljubljani. Leta 1994 je uspešno opravila sprejemne izpite za študij dramska igra in umetniška beseda na Akademiji za gledališče, radio, film in televizijo Univerze v Ljubljani, kjer je (vzporedno s FDV) študirala pod mentorstvom Dušana Jovanovića in Janeza Hočevarja - Rifleta. Že v času študija je sodelovala s slovenskimi gledališči, največ s Slovenskim ljudskim gledališčem Celje, kjer se je kasneje tudi zaposlila in v njem ustvarja še danes.
Igrala je tudi v nekaj slovenskih filmih in televizijskih nadaljevankah.

### Zasebno
Z družino živi na Bledu. Je ljubiteljica potovanj.

## Vloge v filmu
- Triptih Agate Schwarzkobler (1997)
- Kaj bi še rad? (1999)[6]
- Idila (2015)